# 白仁田寛和
白仁田 寛和（しらにた ひろかず、1985年10月2日 - ）は、福岡県糸島市出身の元プロ野球選手（投手）。右投右打。

## 経歴

### プロ入り前
可也小4年で捕手として野球を始め、志摩中2年時に投手に転向。糸島高ではドラフト候補にも挙がったが、肘を痛めプロ入りを見送った。
福岡大学スポーツ科学部スポーツ科学科への進学後は同学野球部に所属し、九州六大学リーグで通算18勝、通算防御率1.81を記録、最優秀選手2回、最多勝2回、ベストナイン2回。3年の大学選手権では初戦完投し2回戦で青学大に惜敗。しかし4年時の秋は「右肩肩峰下滑液胞炎」というケガのため登板できず、リハビリの日々を送った。後に阪神でチームメートになった榎田大樹は大学の1年後輩に当たる。
2007年の大学・社会人ドラフト会議で、阪神タイガースから1巡目指名を受け、当初は大場翔太を指名したが、他球団との指名が重複した末に抽選で交渉権を獲得できなかったことから、「長身の即戦力投手」として評価していた白仁田の指名に至った。背番号は47。入団決定後には年末年始に阪神電気鉄道・阪急電鉄の駅構内へ掲示される西宮神社への初詣PRポスターで、モデルとして着物姿を披露している。

### 阪神時代

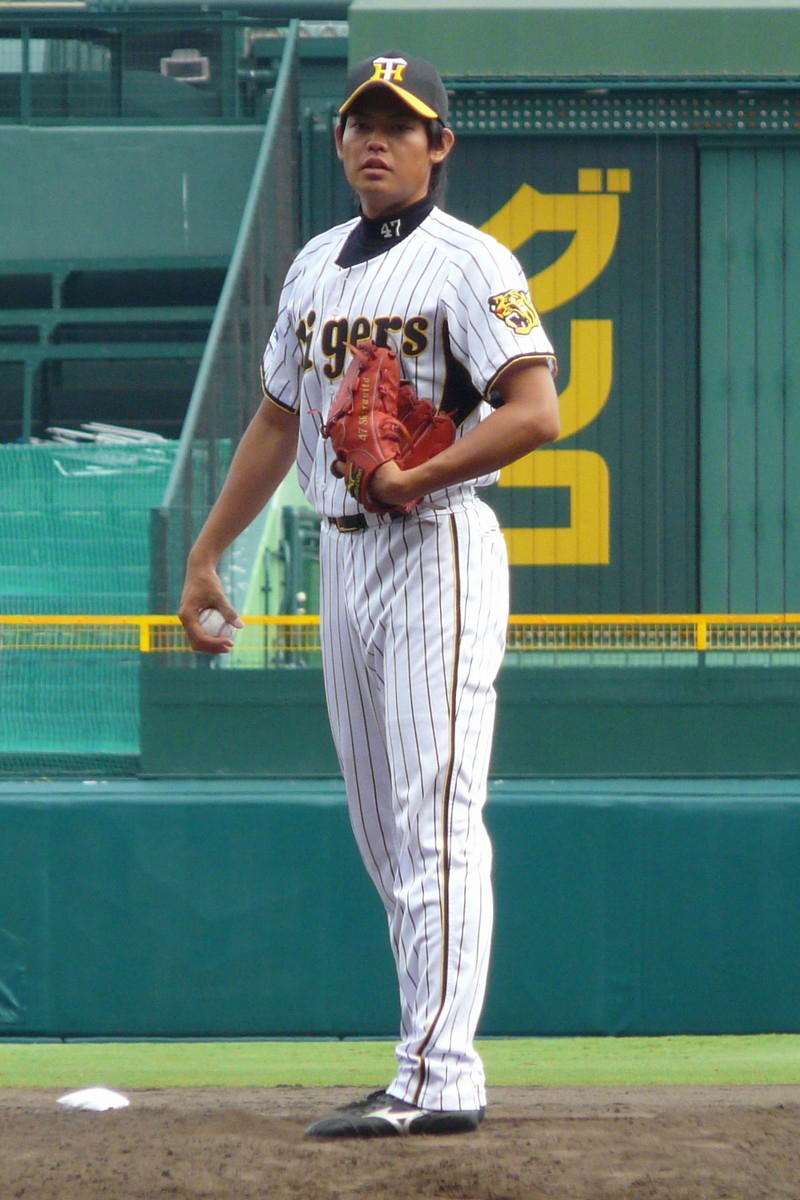
阪神時代（2009年7月19日 阪神甲子園球場）

2008年から2010年までは、一軍公式戦への登板機会がなかった。
2009年にはウエスタン・リーグ公式戦4試合に登板。1勝1敗、防御率16.62という成績にとどまった。シーズン終盤から参加したみやざきフェニックス・リーグでは10月15日の対埼玉西武ライオンズ戦に先発で登板し、9回を7被安打3失点という内容で完投勝利を挙げた。
2010年には、7月18日に福岡ソフトバンクホークスとのウエスタン・リーグ公式戦で、登板中に打球が頭部を直撃。その影響で、8月18日までは、実戦を離れてリハビリに専念した。結局、同リーグの公式戦には10試合に登板。1勝4敗、防御率5.73という内容でシーズンを終えた。
2011年には、10月23日の対広島東洋カープ戦（マツダスタジアム）に、3番手投手として一軍デビュー。1回を投げて無失点に抑えた。また、ウエスタン・リーグ公式戦には10試合に登板。3勝2敗、防御率5.93という成績を残した。
2012年には、ウエスタン・リーグ公式戦29試合の登板で、防御率2.64を記録。9月21日にシーズン初の出場選手登録を果たすと、シーズン終了まで一軍にとどまったが、公式戦には2試合のみの登板に終わった。なお、シーズン終了後の12月には、オーストラリアのウィンターリーグに参加。通算8試合の登板で、13イニングを投げて防御率2.77を記録した。
2013年には、6月中旬にシーズン初の出場選手登録を果たしたが、登板機会のないまま7月初旬に登録を抹消。抹消後には、ウエスタン・リーグ公式戦にもっぱら先発投手として登板していた。同リーグの公式戦へ登板する予定だった9月3日に、一軍の横浜DeNAベイスターズ戦（横浜スタジアム）での先発を予定していたジェイソン・スタンリッジが腰痛を訴えて戦線を離脱したため、スタンリッジの代役として急遽再登録。この試合で一軍での先発デビューを果たすと、6回を1失点に抑えてプロ初勝利を挙げたが、一軍公式戦への登板は2試合にとどまった。その一方で、ウエスタン・リーグでは、公式戦19試合の登板で5勝2敗を記録。シーズン終了後には、同リーグの防御率1位 （2.17） および勝率1位 （.714） のタイトルを獲得するとともに、球団から2013年度のファーム年間MVPに選ばれた。
2014年には、春季キャンプで主力選手中心の沖縄組に抜擢されたが、参加中の2月8日に右手中指を負傷。レギュラーシーズンでは、ウエスタン・リーグ公式戦17試合の登板で3勝2敗、防御率5.24という成績を残したが、一軍公式戦への登板機会はなかった。

### オリックス時代
2014年11月7日に、桑原謙太朗とのトレードでオリックス・バファローズへ移籍。同月10日にNPBから公示された。背番号は49。
オリックスが白仁田を獲得した背景には、前年（2013年）にウエスタン・リーグで2つのタイトルを獲得したほどの潜在能力の高さを評価したことに加えて、エースの金子千尋が国内FA権の行使によって他球団へ移籍した場合に備えて先発要員の補強を図っていたことによる。
2015年には、プロ入り後初めて、開幕を一軍で迎えた。ビハインドの場面を中心に、救援投手として登板機会を重ねると、9試合目の登板となった5月13日の楽天戦（京セラドーム大阪）で移籍後初勝利を挙げた。シーズン終盤に左大腿部の肉離れで戦線を離脱したが、一軍公式戦全体では、救援陣に故障者が続出したチーム事情を背景に、プロ入り後最多の43試合に登板。オール救援で2勝2敗2ホールド、防御率3.29という成績を残した。シーズン終了後の12月7日には、推定年俸1650万円（前年から900万円増）で契約を更改するとともに、阪神時代の2009年から交際していた一般女性と3月3日に結婚したことを公表している。
2016年には、一軍公式戦7試合に救援で登板。勝敗は付かず、防御率10.80を記録するなど精彩を欠いたほか、4度にわたって左足を故障した。10月2日に球団から戦力外通告を受けたことを機に、現役引退を決意したが、11月12日には12球団合同トライアウトに参加。シートバッティング形式で3人の打者と対戦したところ、2本の安打を許した。12月2日付で、NPBから自由契約選手として公示。

### 現役引退後
阪神時代の本拠地・甲子園球場で開かれた12球団合同トライアウトで「引退登板」を果たした後に、ドームへ入社。アンダーアーマーベースボールハウス川崎久地店の店員を務めながら、現役時代の経験を踏まえて、「ベースボールアドバイザー」という肩書で小・中学生に野球を指導していた。
2019年より、古巣である阪神に球団職員として復帰。事業本部の振興部に所属しながら、球団が運営する「タイガースアカデミー ベースボールスクール」の専属コーチを務めている。2020年から、NPB12球団ジュニアトーナメントへ参加する「阪神タイガースジュニアチーム」の監督を兼務。

## 選手としての特徴
188センチメートルの長身から繰り出す140km/h台後半の直球が武器。スライダーやフォークボールなどの変化球も投げる一方で、制球にばらつきがあるのが課題。阪神最終年の2014年には、春季キャンプで原因不明の右腕痛を発症している。一時は、直球の球速が130km/h台にまで低下した。

## 人物
高校時代の同級生に元AKB48の篠田麻里子がいた。
オリックス時代の2016年1月12日には、北九州市にあるJR九州硬式野球部のグラウンドで小松聖、佐野皓大、吉良俊則トレーナーとの合同自主トレーニングからの帰路に、住宅街の路上でうずくまっていた96歳の女性を救助。白仁田が女性を背負った末に、数百メートル離れた自宅まで送り届けた。女性は股関節付近を骨折していたため、搬送先の病院で治療を受けたものの、生命に別状はなかった。

## 詳細情報

### 年度別投手成績
| 年 度     | 球 団      | 登 板 | 先 発 | 完 投 | 完 封 | 無 四 球 | 勝 利 | 敗 戦 | セ 丨 ブ | ホ 丨 ル ド | 勝 率 | 打 者 | 投 球 回 | 被 安 打 | 被 本 塁 打 | 与 四 球 | 敬 遠 | 与 死 球 | 奪 三 振 | 暴 投 | ボ 丨 ク | 失 点 | 自 責 点 | 防 御 率 | W H I P |
| --------- | ---------- | ----- | ----- | ----- | ----- | -------- | ----- | ----- | -------- | ----------- | ----- | ----- | -------- | -------- | ----------- | -------- | ----- | -------- | -------- | ----- | -------- | ----- | -------- | -------- | ------- |
| 2011      | 阪神       | 2     | 0     | 0     | 0     | 0        | 0     | 0     | 0        | 1           | ----  | 7     | 1.1      | 1        | 0           | 0        | 0     | 0        | 1        | 0     | 0        | 0     | 0        | 0.00     | 0.75    |
| 2012      | 阪神       | 2     | 0     | 0     | 0     | 0        | 0     | 0     | 0        | 0           | ----  | 10    | 2.2      | 3        | 0           | 0        | 0     | 0        | 0        | 0     | 0        | 1     | 1        | 3.38     | 1.13    |
| 2013      | 阪神       | 2     | 2     | 0     | 0     | 0        | 1     | 0     | 0        | 0           | 1.000 | 34    | 8.0      | 10       | 0           | 2        | 0     | 0        | 3        | 1     | 0        | 3     | 3        | 3.38     | 1.50    |
| 2015      | オリックス | 43    | 0     | 0     | 0     | 0        | 2     | 2     | 0        | 2           | .500  | 221   | 52.0     | 52       | 1           | 23       | 1     | 0        | 27       | 2     | 0        | 20    | 19       | 3.29     | 1.44    |
| 2016      | オリックス | 7     | 0     | 0     | 0     | 0        | 0     | 0     | 0        | 0           | .000  | 34    | 6.0      | 9        | 1           | 6        | 0     | 0        | 2        | 1     | 0        | 8     | 7        | 10.50    | 2.50    |
| 通算：5年 | 通算：5年  | 56    | 2     | 0     | 0     | 0        | 3     | 2     | 0        | 3           | .600  | 306   | 70.0     | 75       | 2           | 31       | 1     | 0        | 33       | 4     | 0        | 32    | 30       | 3.86     | 1.47    |

### 記録
- 初登板：2011年10月23日、対広島東洋カープ23回戦（MAZDA Zoom-Zoom スタジアム広島）、7回裏に3番手で救援登板、1回無失点
- 初奪三振：同上、7回裏に東出輝裕から見逃し三振
- 初ホールド：2011年10月24日、対広島東洋カープ24回戦（MAZDA Zoom-Zoom スタジアム広島）、8回裏に4番手で救援登板、1/3回無失点
- 初先発・初勝利・初先発勝利：2013年9月3日、対横浜DeNAベイスターズ17回戦（横浜スタジアム）、6回1失点[7]

### 背番号
- 47 （2008年 - 2010年）
- 64 （2011年 - 2014年）
- 49 （2015年 - 2016年）

### 登場曲
- 「ALONE」B'z（2008年）
- 「RUN」B'Z（2009年）
- 「Cosmic Drive」Lead（2012年）
- 「GO FOR IT, BABY -キオクの山脈-」 B'z（2013年）
- 「GREEN DAYS」Lead（2014年）
- 「With U」Lead（2015年 - 2016年）